# Мартиновичи (Минская область)
Марти́новичи (бел. Марцінавічы) — деревня в составе Демидовичского сельсовета Дзержинского района Минской области Беларуси. Деревня расположена в 22 километрах от Дзержинска, 40 километрах от Минска и 24 километрах от железнодорожной станции Койданово.

## История
Известна со 2-й половины XVI века, как село в Минском повете Минском воеводстве Великого княжества Литовского. В 1588 году находилось в составе имения Староселье. После второго раздела Речи Посполитой, в 1793 году — в составе Российской империи. В середине XIX века в составе имения Старое Село, владение помещика И. Володковича. Во 2-й половине XIX века — начале XX века деревня в составе Старосельской волости Минской губернии. В 1897 году, в застенке Большие Мартиновичи насчитывается 8 дворов, 76 жителей, в Малых Мартиновичах — 7 дворов, 55 жителей.
С 20 августа 1924 года деревня в составе Байдакского сельсовета (с 29 октября 1924 по 21 августа 1925 года назывался Ледниковским) Койдановского района Минского округа, с 23 марта 1932 года в составе Сталинского сельсовета (до 14 мая 1936 года — польском национальном с/с), с 29 июня 1932 года Койдановский район стал именоваться Дзержинским. 31 июля 1937 года Дзержинский польский национальный район был упразднён, территория сельсовета передана в состав Заславского района. С 20 февраля 1938 года деревня в составе Минской области, с 4 февраля 1939 года в составе восстановленного Дзержинского района. В 1926 году в деревне насчитывается 17 дворов, проживают 93 жителя. В годы коллективизации был организован колхоз.
В годы Великой Отечественной войны была оккупирована немецко-фашистскими захватчиками, с 28 июня 1941 по 6 июля 1944 года. На фронтах войны погибли 8 жителей деревни. С 8 апреля 1957 года находится в составе Демидовичского сельсовета. В 1960 году в деревне проживали 82 жителя, входила в состав совхоза «Демидовичи». В 1991 году насчитывается 13 хозяйств, 28 жителей. По состоянию на 2009 год в составе УП «Демидовичи», насчитывается 10 хозяйств, 13 жителей.

## Население
| Численность населения (по годам) | Численность населения (по годам) | Численность населения (по годам) | Численность населения (по годам) | Численность населения (по годам) | Численность населения (по годам) | Численность населения (по годам) |
| 1897                             | 1909                             | 1926                             | 1960                             | 1991                             | 1999                             | 2004                             |
| -------------------------------- | -------------------------------- | -------------------------------- | -------------------------------- | -------------------------------- | -------------------------------- | -------------------------------- |
| 76                               | ↗ 82                             | ↗ 93                             | ↘ 82                             | ↘ 28                             | ↘ 25                             | ↘ 17                             |
| 2009                             | 2017                             | 2018                             | 2020                             | 2022                             |                                  |                                  |
| ↘ 13                             | ↘ 7                              | → 7                              | → 7                              | ↗ 8                              |                                  |                                  |